# Lješnica (Kučevo)
Pour les articles homonymes, voir Lješnica.
Lješnica (en serbe cyrillique : Љешница) est un village de Serbie situé dans la municipalité de Kučevo, district de Braničevo. Au recensement de 2011, il comptait 187 habitants.

## Démographie

### Évolution historique de la population
| 1948 | 1953 | 1961 | 1971 | 1981 | 1991 | 2002 | 2011 |
| ---- | ---- | ---- | ---- | ---- | ---- | ---- | ---- |
| 464  | 519  | 445  | 427  | 409  | 386  | 236  | 187  |

|  |